# Curcuris
Curcuris (en sard, Crucuris) és un municipi italià, dins de la província d'Oristany. L'any 2007 tenia 317 habitants. Es troba a la regió de Marmilla. Limita amb els municipis d'Ales, Gonnosnò, Morgongiori, Pompu i Simala.

## Administració
| Període | Identitat       | Partit        |
| ------- | --------------- | ------------- |
| 2005-   | Giorgio Pilloni | Llista Cívica |